# Fornelli
Fornelli (Furniegl in molisano) è un comune italiano di 1 792 abitanti della provincia di Isernia nel Molise.

## Geografia fisica

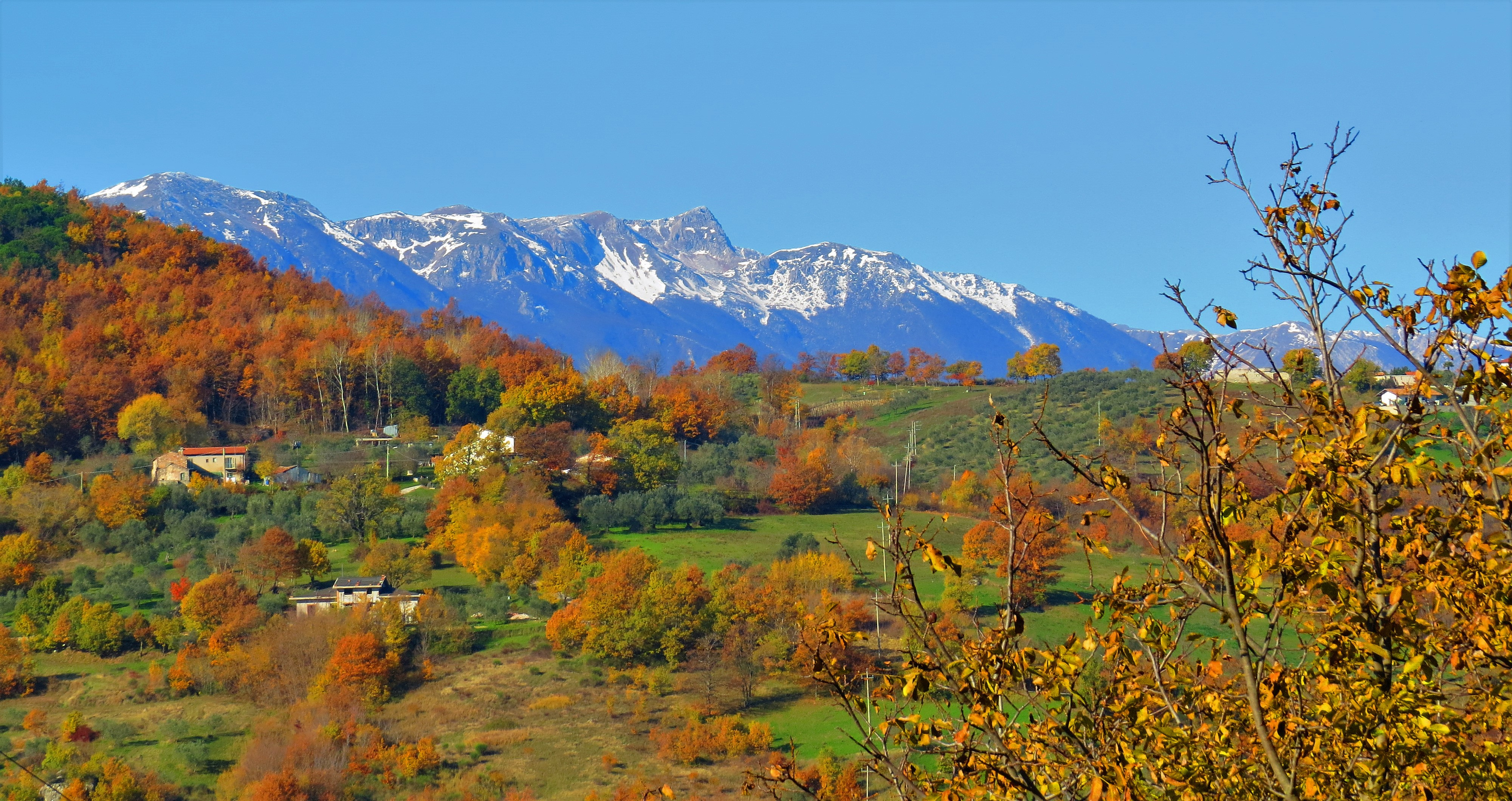
Panorama dal borgo

Giace in parte su una collina lambita dal torrente Vandra (affluente del Volturno), che ne segna il confine comunale a est, e in parte sul monte Cervaro, ove supera i 1000 metri. All'estremo nord del territorio comunale raggiunge i 1 020 m d'altitudine con il monte La Ciucchetta, alle pendici del quale si trovano varie sorgenti (del Lago, Schiavone e Pescorosso) che alimentano il citato torrente.

## Origini del nome
Il nome gli deriva forse da un forno per la produzione di laterizi cotti presente nell'antichità nel paese e al servizio della badia di San Vincenzo. Fornelli, infatti, è caratterizzato da un terreno ricco di argilla.

La popolazione ha un antico legame con quelle migrate alla fine dell'XI secolo dalla diocesi di Valva e Sulmona (Abruzzo): 
(Ciarlanti, 1823)
Si pensa che queste popolazioni abbiano portato a Fornelli il culto di san Domenico di Sora, il cui eremo di Villalago (AQ) è mèta, ogni anno, di un pellegrinaggio.

## Storia
Fornelli è citato, per la prima volta, in una sentenza del 10 ottobre 981 d.C. È quindi evidente che sia stato edificato prima, secondo alcuni nel IX secolo come dipendenza della vicina badia di San Vincenzo al Volturno. Molto probabilmente, in origine sorgeva presso il fiume Vandra prendendo da questo il nome in un luogo leggermente diverso da quello attuale. Non ci è dato sapere quando e perché abbia cambiato ubicazione e nome.
Il piccolo centro molisano era una baronia, mentre i feudatari della vicina Acquaviva avevano il titolo marchionale; era dotato di mulino e frantoio (oggi è città dell'olio, riconoscimento di portata nazionale); nel corso del tempo è passato sotto molti feudatari, dal 1433 al 1525 la famiglia Pandone. Nel 1656 patì la peste.
Ha subito danni a causa di numerosi terremoti:
- giugno 847
- 1120
- dicembre 1456
- giugno 1688
- novembre 1706
- luglio 1805
- gennaio 1807
- giugno 1882
- il terremoto dell'Irpinia nel novembre 1980
- il terremoto del maggio 1984

Nel giugno 1814, per volontà dei cittadini, fu comprato l'orologio del campanile, al fine di suonare le ore e i quarti d'ora. L'orologio, danneggiato irrimediabilmente nel terremoto del 1984, è stato negli anni 2000 sostituito da un orologio computerizzato con le stesse funzioni di quello precedente acquistato grazie al contributo di alcuni fornellesi emigrati ormai da anni negli Stati Uniti.
Principali famiglie fornellesi dell'800 erano i Laurelli, che avevano acquistato il feudo dai Carmignano nel 1832, e i Pannoni; nei primi del Novecento si affiancarono ad esse i Di Fiore e i De Iorio. Nel 1910 nacque Il Giornaletto che uscì, due volte al mese, per due anni e che era diretto soprattutto contro i Laurelli. Annunziata Lombardi, madre della politica italoamericana Nancy Pelosi, nacque a Fornelli nel 1909.
Dopo l'armistizio dell'8 settembre 1943, durante una razzia dei tedeschi, un soldato tedesco fu ucciso da un cittadino fornellese che non volle lasciarsi derubare. Questo fatto avviò una rappresaglia che portò all'impiccagione dell'antifascista, già sindaco dimessosi in seguito al delitto Matteotti, Giuseppe Laurelli assieme a Giuseppe Castaldi, Vincenzo Castaldi, Celestino Lancellotta, Domenico Lancellotta e Michele Petrarca. Accadeva il 4 ottobre 1943, in frazione Castello, ove oggi sorge il monumento ai martiri di Fornelli. Anche altri cittadini erano stati catturati per l'impiccagione ma riuscirono a fuggire durante uno spostamento a bordo di una camionetta tedesca.
L'episodio del 4 ottobre 1943 viene ricordato ogni anno con una fiaccolata nella tarda sera del 3 ottobre. Attorno al martirio si intendeva girare un film con regia americana e comparse locali. Del progetto, però, non si è avuta più notizia
Fornelli è per questo episodio tra le città decorate al Valor Militare per la Guerra di Liberazione.

### Simboli

Il gonfalone comunale

Lo stemma e il gonfalone del comune di Fornelli sono stati concessi con decreto del presidente della Repubblica del 16 gennaio 1973.

### Onorificenze
Fornelli è tra le città decorate al valor militare per la guerra di liberazione, insignita il 16 dicembre 1971 della medaglia di bronzo al valor militare per i sacrifici delle sue popolazioni e per l'attività nella lotta partigiana durante la seconda guerra mondiale.

## Monumenti e luoghi d'Interesse

### Architetture religiose

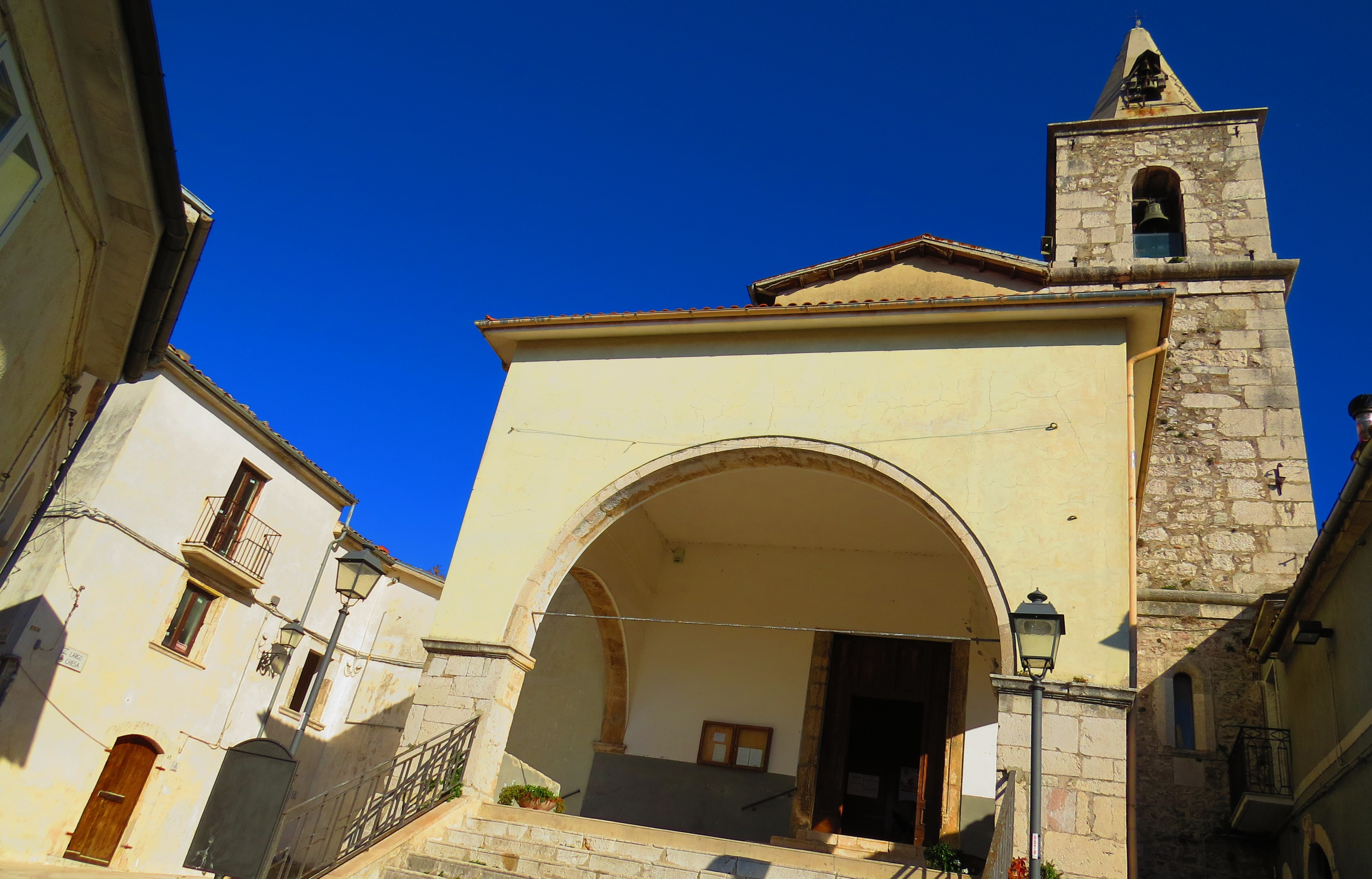
La facciata della chiesa di san Michele

Sono presenti due chiese principali:
- La Chiesa Madre, intitolata al santo titolare della parrocchia, san Michele Arcangelo. Pregevole la statua del santo e tre tavole del XVIII secolo recentemente restaurate.

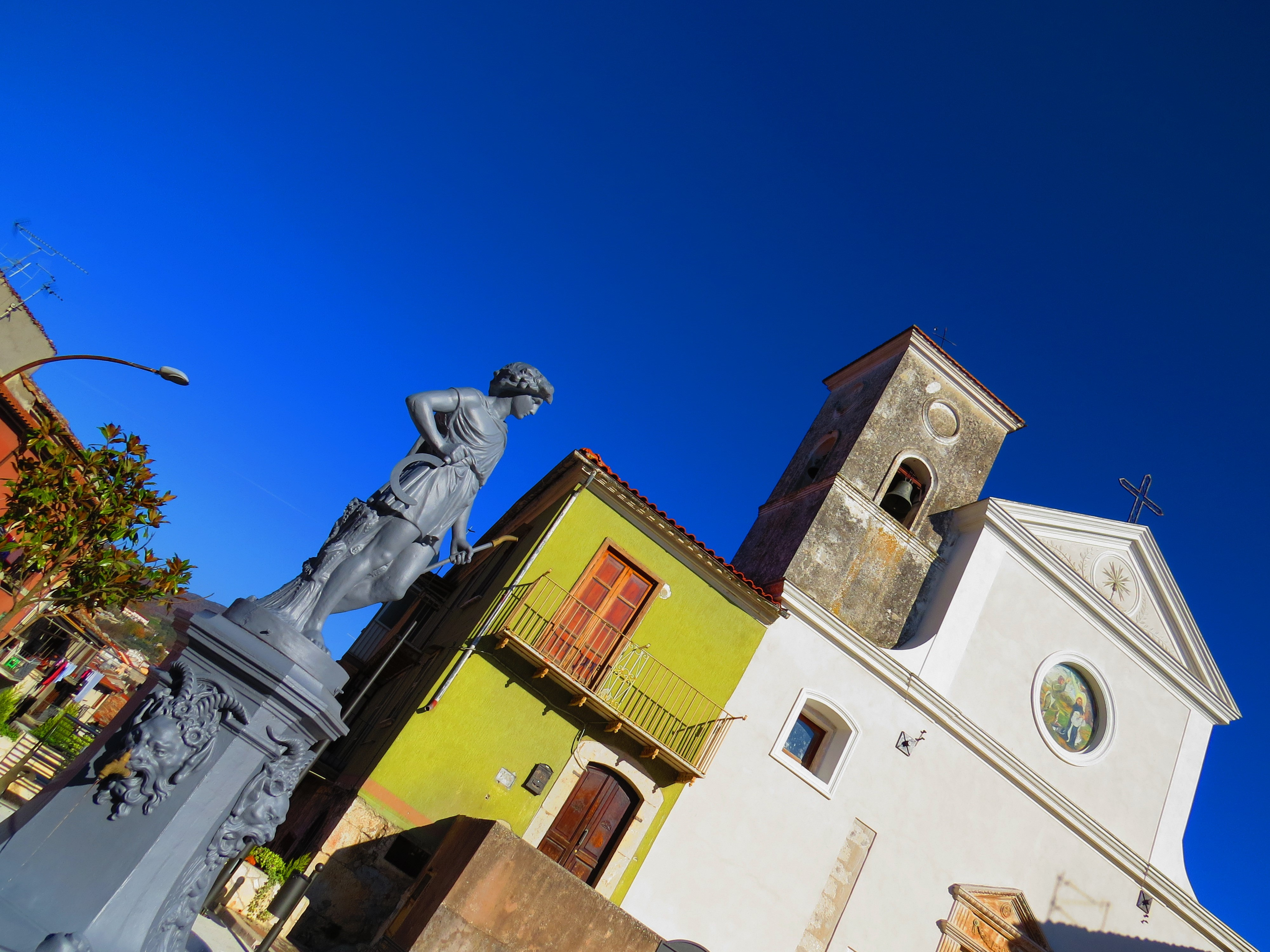
La facciata di San Pietro e la fontana l'Été

- La chiesa di San Pietro Martire, fortemente danneggiata dagli eventi sismici degli anni ottanta del Novecento.

Tre le cappelle nelle borgate: Madonna delle Grazie, Madonna Assunta, Madonna Addolorata.
È inoltre particolarmente pregiata la piccola cappella privata della famiglia Laurelli, situata nel centro storico del paese.

### Castello e mura

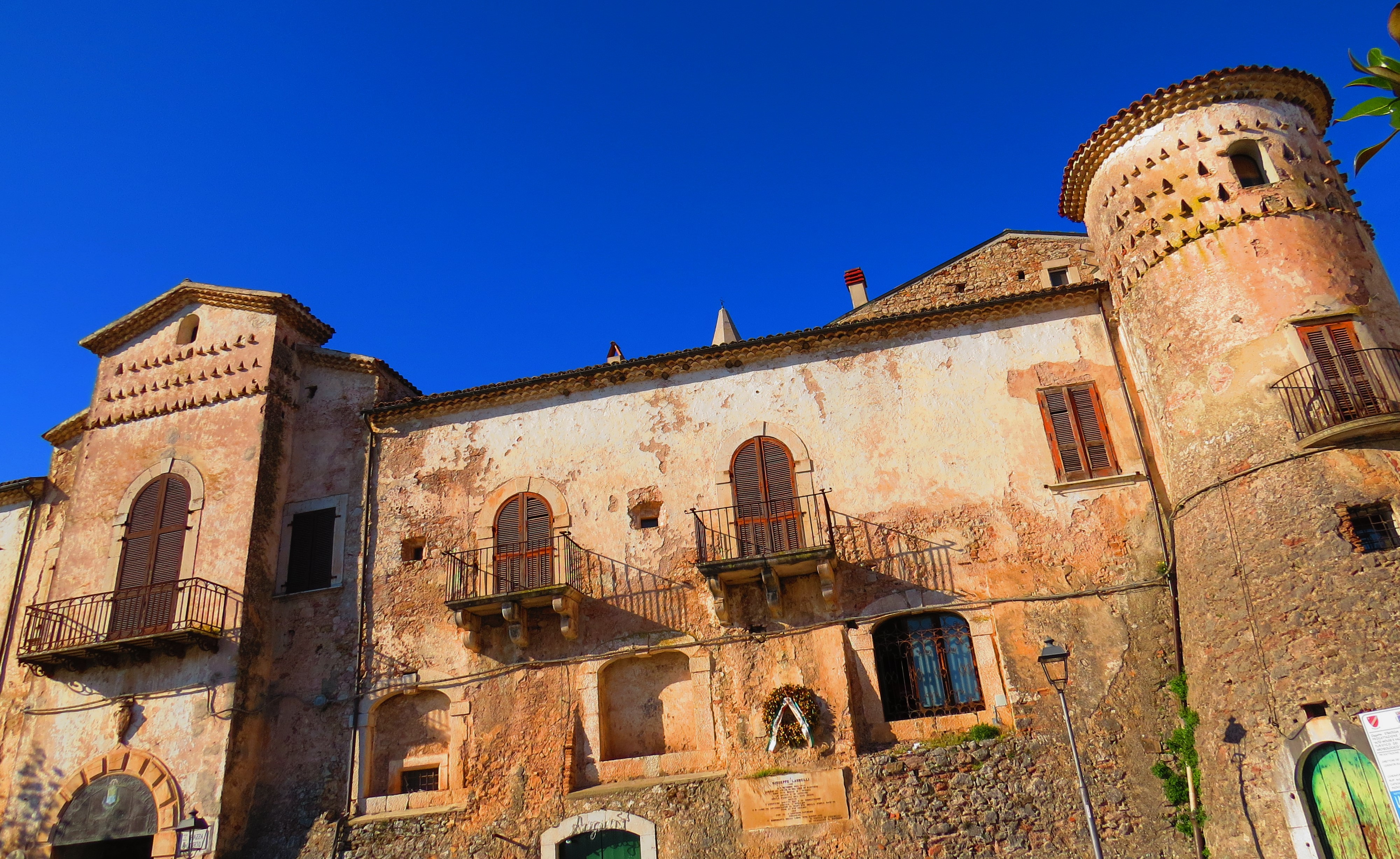
Il castello

Il castello si trova all'ingresso principale di Fornelli, piazza Umberto I, che mostra ancora le caratteristiche di borgo cinto da mura; questa è dotata di torri circolari di vedetta, la base a scarpa. Il castello è stato ristrutturato nel XVII-XVIII secolo, e si presenta piuttosto come un palazzetto fortificato, conserva due grandi torri laterali di vedetta, e un portale monumentale di accesso al borgo; si sviluppa su due livelli, il pianterreno adibito alle fornaci e il superiore per la residenza del signore. Nel 1744 vi dimorò il re di Napoli Carlo III di Borbone.

## Società

### Evoluzione demografica
Abitanti censiti

## Economia

### Turismo
Il comune è associato ai borghi più belli d'Italia e all'Associazione Nazionale Città dell'Olio.

## Infrastrutture e trasporti
Il territorio comunale è servito unicamente da infrastrutture stradali, delle quali le principali sono:
- Strada provinciale 1 Vandra: ex statale, inserisce il comune nell'itinerario a lunga percorrenza Sora - Atina - Isernia;
- Strada provinciale 1 var Atina - Isernia: variante alla precedente, tra Fornelli e Isernia Sud, rettificata e a scorrimento veloce;
- Strada provinciale 24 Vandrina: raccorda la precedente SP 1 all'abitato di Fornelli e prosegue per quello di Castello.

## Amministrazione
| Periodo        | Periodo        | Primo cittadino   | Partito         | Carica  | Note |
| -------------- | -------------- | ----------------- | --------------- | ------- | ---- |
| 1882           | 1919           | Antonio Laurelli  |                 | Sindaco |      |
| 1919           | 1921           | Nicola Pettine    |                 | Sindaco |      |
| 1921           | 1926           | Giuseppe Laurelli |                 | Sindaco |      |
| 1926           | 1931           | Orazio Lombardi   |                 | Sindaco |      |
| 1931           | 1936           | Gaetano Ricci     |                 | Sindaco |      |
| 1936           | 1943           | Giuseppe Laurelli |                 | Sindaco |      |
| 1943           | 1944           | Nicola De Iorio   |                 | Sindaco |      |
| 1944           | 1956           | Antonio Laurelli  |                 | Sindaco |      |
| 1956           | 1957           | Gaetano Ricci     |                 | Sindaco |      |
| 1957           | 1960           | Domenico Ionata   |                 | Sindaco |      |
| 1960           | 1964           | Alfredo Di Fiore  |                 | Sindaco |      |
| 1965           | 1980           | Giuseppe Di Fiore |                 | Sindaco |      |
| 1980           | 1995           | Armando Petrarca  |                 | Sindaco |      |
| 23 aprile 1995 | 13 giugno 2004 | Aurelio Ionata    | lista civica    | sindaco |      |
| 13 giugno 2004 | 8 giugno 2009  | Giuseppe Petrarca | lista civica    | sindaco |      |
| 8 giugno 2009  | in carica      | Giovanni Tedeschi | Crescere liberi | sindaco |      |

## Sport
Ha sede nel comune la società di calcio U.S. Fornelli, che disputa il campionato di prima categoria molisana.